# Prataomdet
Artikelns titel kan av tekniska skäl inte återges korrekt. Den korrekta titeln är #prataomdet.
#prataomdet

"Det här är något vi måste prata om

så att språket i framtiden alltid finns på

plats i de fall där det verkligen räknas."

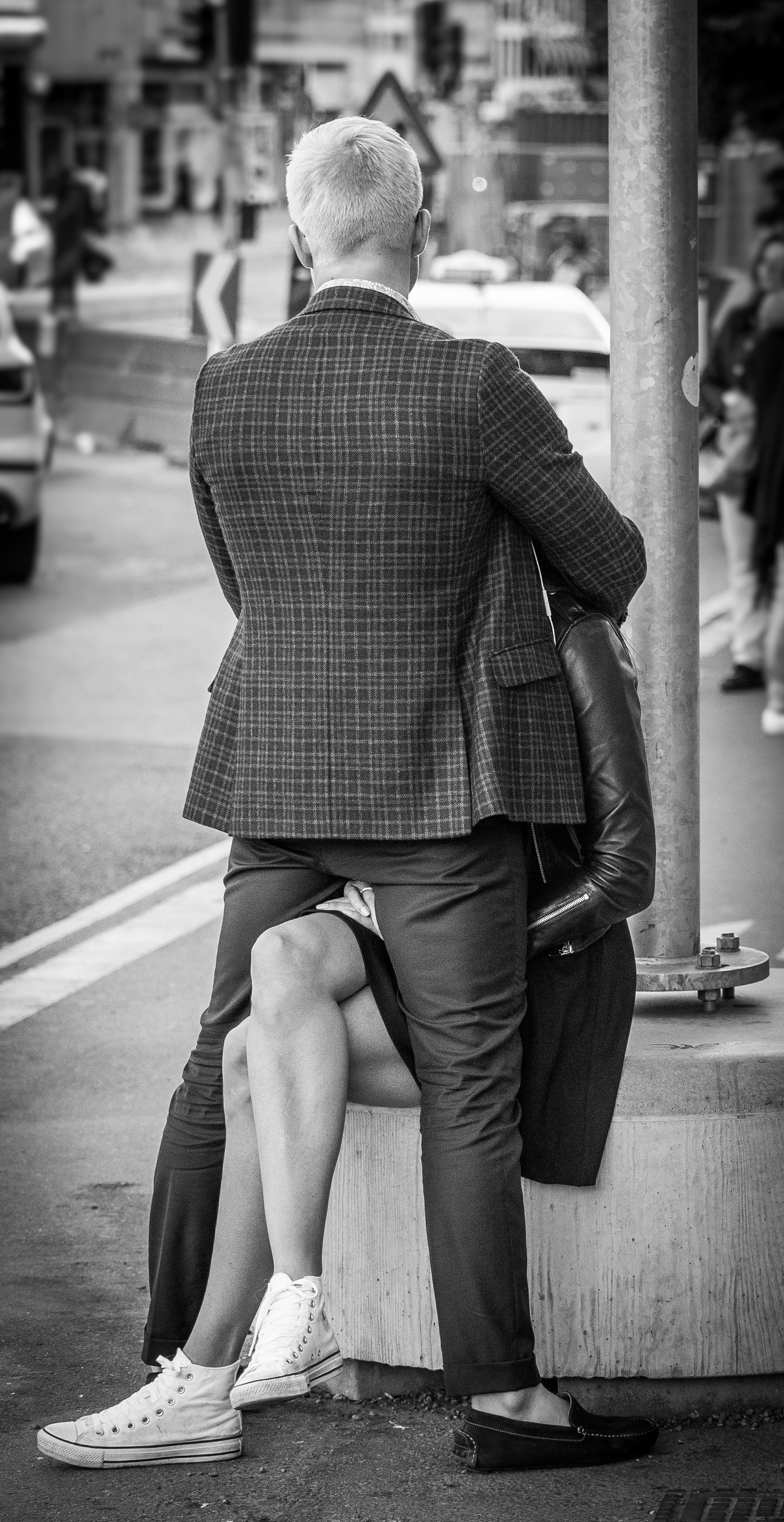
Var går gränsen?

— Johanna Koljonen, december 2010
#prataomdet är en svenskspråkig hashtag på Twitter som använts för att diskutera sexuella övergrepp mot kvinnor och som har fått ge namn åt en uppmärksammad och prisbelönt kampanj.

## Bakgrund
Diskussionen startade 2010 efter att en av Wikileaks grundare Julian Assange misstänktes för sexualbrott och som en reaktion på att de två anmälande kvinnornas historier ifrågasattes. Enligt förundersökningen hade kvinnorna frivilligt haft samlag med Assange under förutsättning att han använde kondom. I det ena fallet märkte kvinnan att kondomen var trasig och anklagade Assange för att ha förstört den med flit. I det andra fallet uppger kvinnan att hon vaknade av att Assange penetrerade henne och att han hade det utan kondom. Efter anmälan ändras rubriceringen på det brott Assange misstänks för flera gånger från ofredande till våldtäkt. Anmälan uppmärksammas över hela världen och flera internationellt högprofilerade profiler som stöder Wikileaks ifrågasatte svensk lagstiftning.
Journalisten Johanna Koljonen hade själv varit med om en liknande upplevelse, där hon först hade haft samlag med en man under förutsättning att kondom användes och sedan på morgonen vaknat av att de hade haft samlag igen. Hon upptäckte då att mannen inte hade kondom, men avbröt inte samlaget. Hon reflekterade senare över varför mannen kunde ta sig den rätten, men kunde inte sätta in det i ett juridiskt sammanhang och hon hade själv inte avbrutit, men tyckte ändå att det var fel.

## Diskussionen
Johanna Koljonen inledde en twitterbaserad diskussion den 14 december 2010 med avstamp i sin erfarenhet och som ett sätt att ge stöd till de anmälande kvinnorna och sprida egna erfarenheter av sexuella ofredanden eller andra grövre sexuella övergrepp. Flera personer deltog i diskussionen och många hade liknande erfarenheter. Bland annat deltog Sofia Mirjamsdotter och hon skapade hashtagen #prataomdet den 16 december. Hashtaggen fylldes snabbt med ännu mer berättelser, inte minst sedan Koljonen den 18 december publicerade en krönika om sina upplevelser från första tweetet i Dagens Nyheter och hur överraskad hon blev över den stora mängden vittnesmål och att diskussionen fortfarande fanns på twitter. Det följdes av fler än femton olika krönikor på temat, publicerade i medier som Svenska Dagbladet, Aftonbladet, Expressen, SVT, TV4 och flera lokala medier de efterföljande dagarna, alla med en anslutande faktaruta som hänvisade till Koljonen och #prataomdet.

## Uppmärksamhet och pris
Kampanjen uppmärksammades stort i svensk media och twitterdiskussionen blev omfattande. En egen webbplats, prataomdet.se, lanserades. Johanna Koljonen och Sofia Mirjamsdotter vann 2011 Stora journalistpriset i klassen årets förnyare för #prataomdet. Johanna Koljonen tilldelades förbundet Roks pris "Årets kvinnogärning 2011" för #prataomdet.
Anhängare till Wikileaks och Julian Assange hävdar att kampanjen i själva verket skapades enbart för att misskreditera Julian Assange. De menar att det finns bevis för att de drivande bakom kampanjen var bekanta med den ena av de två anmälande kvinnorna och att den var planerad långt innan Koljonens tweet.

## Bok
I januari 2012 utkom antologin #prataomdet på Kalla Kulor Förlag. Boken innehåller ett trettiotal #prataomdet-texter i urval av redaktörerna Gustav Almestad och Annika Beijbom. Bland medverkande medförfattare i boken märks Johanna Koljonen, Sofia Mirjamsdotter och Sonja Schwarzenberger.

## Liknande kampanjer på andra språk
En liknande hashtag har skapats för fler språk än svenska:
- Engelska: #ididnotreport[13], #talkaboutit[14]
- Franska: #jenaipasportéplainte[15]
- Tyska: #Ichhabnichtangezeigt (maj 2012)[16][17] #aufschrei (januari 2013)[18]
- Ryska: #яНебоюсьСказать och ukrainska: #яНебоюсьСказати (juli 2016)[19][20][21]